# Heterosentis overstreeti
Heterosentis overstreeti is een soort haakworm uit het geslacht Heterosentis. De worm behoort tot de familie Arhythmacanthidae. Heterosentis overstreeti werd in 1978 beschreven door G. D. Schmidt & I. Paperna.